# Umweltmanagement
Das Umweltmanagement ist der Teilbereich des Managements einer Organisation (Unternehmen, Behörde etc.), der sich mit den betrieblichen und behördlichen Umwelt(schutz)belangen der Organisation beschäftigt. Es dient zur Sicherung einer nachhaltigen Umweltverträglichkeit der betrieblichen Produkte und Prozesse einerseits sowie der Verhaltensweisen der Mitarbeiter und Stakeholder andererseits. Hierzu gehören u. a.
- die Umweltpolitik der Organisation, z. B. eine Identifizierung und Aktivierung der Schnittmengen aus ökologisch und ökonomisch vorteilhaften Maßnahmen
- der Umweltschutz, z. B. technische Maßnahmen zur Verringerung der Umwelteinwirkungen, Vermeidung von nicht vertretbaren Umweltschädigungen und -inanspruchnahmen, Beiträge zur Vorsorge und Sanierung
- die Umweltleistung (die messbaren Ergebnisse bzgl. der Umweltauswirkung(en), also z. B. Emissionen, Abwasser und Bodenverunreinigungen)
- die Einhaltung der behördlichen Auflagen bzw. der gesetzlichen Grenzwerte
- die Normierungsverantwortung, das heißt eine Unterstützung einer Ökologie gerechten Verhaltensnormierung der Stakeholder

Das Umweltmanagement wird in der Regel von Umweltmanagementbeauftragten (UMB) geführt und betreut. In Form eines Umweltmanagementsystems (UMS) werden die Zuständigkeiten, Verhaltensweisen, Abläufe und Vorgaben zur Umsetzung der Umweltmanagements der Organisation strukturiert festgelegt.

## Verfahren

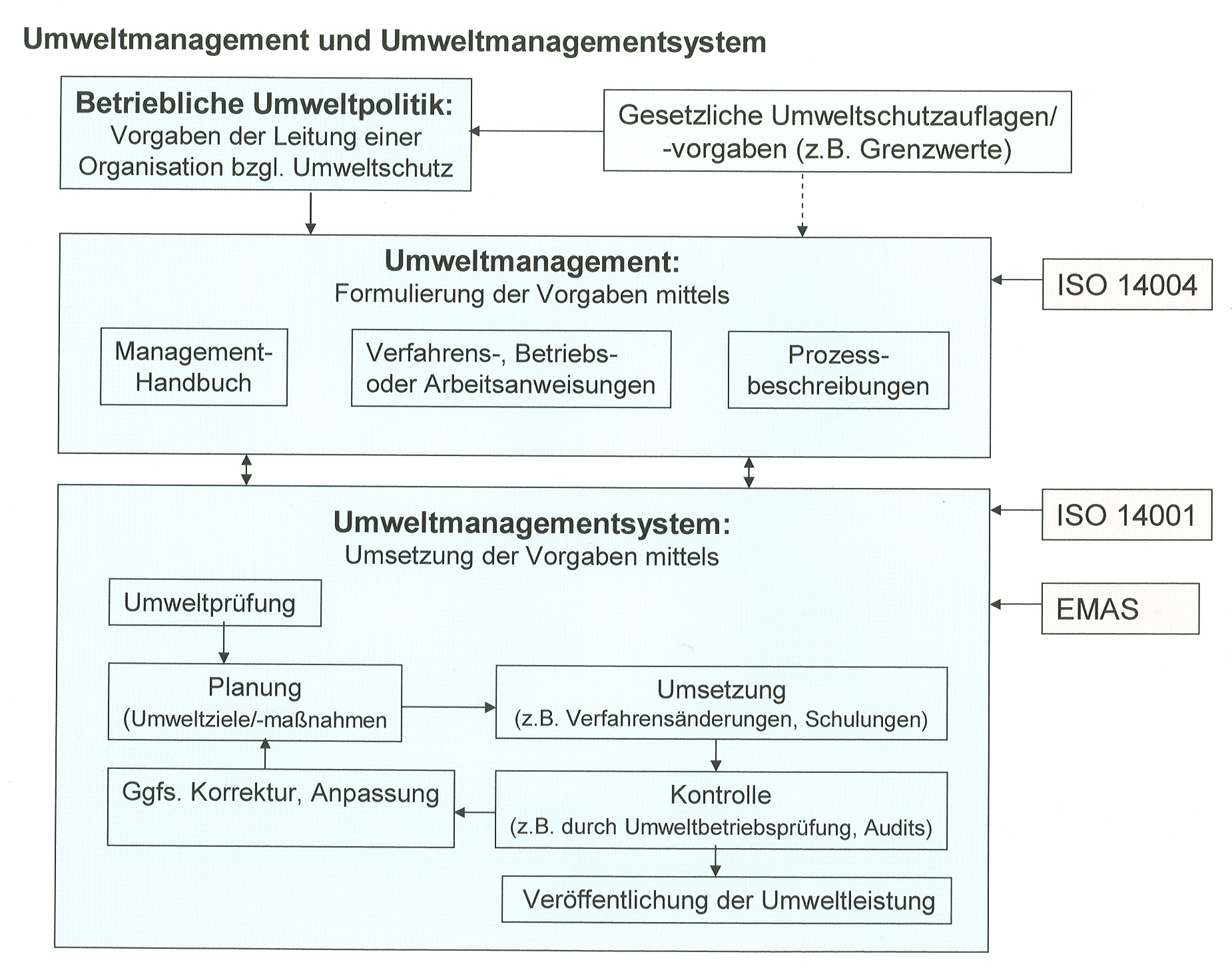
Schnittstellen zwischen Umweltmanagement und Umweltmanagementsystem

Das Umweltmanagement setzt mit Hilfe des Umweltmanagementsystems die Vorgaben der Leitung einer Organisation (und damit auch die behördlichen/gesetzlichen Anforderungen) hinsichtlich des Umweltschutzes um. Hierzu werden entsprechende Anforderungen (Vorgaben) im Managementhandbuch, in diversen Anweisungen und/oder in Prozessbeschreibungen festgelegt, deren Umsetzung und Überwachung dann durch das Umweltmanagementsystem erfolgt.
Das Managementsystem wiederum kann frei oder gemäß einer Vorgabe, z. B. der Umweltmanagementnorm ISO 14001 oder der EMAS-Verordnung aufgebaut sein. Empfehlungen für das Umweltmanagement (und für das Umweltmanagementsystem) finden sich in der als Leitfaden konzipierten Norm ISO 14004 (Umweltmanagementsysteme: Allgemeiner Leitfaden über Grundsätze, Systeme und Hilfsinstrumente). Sowohl die ISO 14001 als auch die ISO 14004 sind im November 2004 in einer überarbeiteten Fassung veröffentlicht worden. Das Umweltmanagement und das Umweltmanagementsystem sind eng miteinander verzahnt. In der im November 2004 veröffentlichten Umweltmanagementnorm EN ISO 14001:2004 wird nur der Begriff Umweltmanagementsystem verwendet.
Die Umweltmanagementnormen ISO 14001: 2004 (bzw. EMAS) sind sehr ähnlich strukturiert wie die (ISO 9001) Norm für Qualitätsmanagementsysteme (Qualitätsmanagement). Qualitätsmanagementsysteme können daher vergleichsweise einfach um das Umweltmanagement ergänzt werden. Man spricht dann von „Integrierten Managementsystemen“ (Integriertes Managementsystem).
Gleiches gilt für Regelungen zur Arbeitssicherheit wie z. B. der Standard OHSAS 18001 (Occupational Safety and Health Administration).
Viele Organisationen, die ihr Umweltmanagementsystem entsprechend den Vorgaben der ISO 14001 und/oder der EMAS-Verordnung aufgebaut haben, lassen ihr UMS von externen Auditoren oder Umweltgutachtern zertifizieren (ISO 14001) bzw. validieren (EMAS), um die ökologische Glaubwürdigkeit des UMS in der Öffentlichkeit und bei Kunden zu erhöhen und dadurch einen strategischen Geschäftsvorteil zu erzielen.
Die im Umweltmanagement üblichen sogenannten Vorgabedokumente (Managementhandbuch, Anweisungen, Beschreibungen etc.) legen neben den zur Erreichung der Ziele der betrieblichen Umweltpolitik notwendigen Vorgaben auch die jeweiligen Zuständigkeiten (Verantwortlichkeiten) fest. Dabei findet sich oft ein modularer Aufbau der Managementdokumentation.
Wie im Management generell üblich, beinhaltet das Umweltmanagement Planung, Ausführung, Kontrolle und ggfs. Optimierung (PDCA: Plan-Do-Check-Act):
- Planung (Plan): Festlegung der Zielsetzungen und Prozesse, um die Umsetzung der Umweltpolitik der Organisation zu erreichen
- Ausführung (Do): die Umsetzung der Prozesse
- Kontrolle (Check): Überwachung der Prozesse hinsichtlich rechtlichen und anderen Anforderungen sowie Zielen der Umweltpolitik der Organisation; ggfs. Veröffentlichung der Umweltleistung (des Erfolgs der Organisation in Bezug auf ihre Umweltschutzmaßnahmen)
- Optimierung (Act): Falls notwendig müssen die Prozesse korrigiert (angepasst) werden; die Norm ISO 14001 und die EMAS-Verordnung sprechen von einer ständigen Verbesserung der Prozesse, d. h. die Organisation sollte ihre Prozesse laufend optimieren

## Umweltmanagement im Unternehmen
Umweltschutz ist für Unternehmen zu einer wichtigen Managementaufgabe geworden. Folgende Faktoren nehmen darauf Einfluss:
- Politik: Restriktionen (v. a. in Bereichen Energie, Abfälle, Gefahrstoffe, Risiken und Verkehr) oder Anreize (ökologische Ausgleichszahlungen in der Landwirtschaft).
- Öffentlichkeit: Übt Druck aus und kann ein Umdenken bewirken (Bsp.: FCKW-freie Kühlschränke, Asbest).
- Umweltrisiken: Ein Unternehmen kann sich selbst die Geschäftsgrundlage entziehen (Überfischung: weiterer Fischfang nicht mehr möglich bzw. unrentabel).
- Versicherungen: Umwelteinflüsse werden berücksichtigt und bewertet, Schäden und Risiken fließen in die Beiträge ein
- Kunden: Offensive und defensive ökologische Aktivität, Lieferantenaudits, Konsumenten wollen saubere Technologie im Produktionsprozess eines Produktes etc.
- Offensive Ökologiestrategie: Substitution von Öl, Differenzierung, Eröffnung neuer Marktsegmente, Umweltschutz ist nicht nur reiner Kostenfaktor.

Unternehmen sehen Umweltschutz oft nur als Kostenfaktor. Aktives Umweltmanagement kann jedoch auch Kosten einsparen und die Produktivität steigern. Ein Ansatz zur Verminderung von Umweltbelastungen ist Cleaner Production. Hier werden die Ursachen für Abfall und Emissionen systematisch analysiert und organisatorische und technische Verbesserungsansätze aufgezeigt. Auch beim Energieverbrauch sind hohe Einsparungen erzielbar, z. B. durch Feinabstimmung der Produktion oder durch Kopplung von Abwärme (z. B. durch Drucklufterzeugung) mit Nutzwärme (Heizung). Unternehmen können sich durch ihr Umweltmanagement von Konkurrenten differenzieren und sich so profilieren. Steigendes öffentliches Interesse und gesetzliche Auflagen bieten weitere Anreize, in diese Richtung zu gehen.
Umweltprobleme werden so zu ökologischen Wettbewerbsfeldern. Damit sind umweltbedingte Veränderungen kein Schicksal mehr für Unternehmen, sondern eine Managementaufgabe mit eigenen Chancen und Risiken.

### Fachbücher
- Paul de Backer: Umweltmanagement im Unternehmen. Springer, Berlin 1996, ISBN 3-540-60510-X.
- T. Tibor, I. Feldman: ISO 14000: A Guide to the New Environmental Management Standards. Irwin Professional Publisher, Chicago 1996.
- Annett Baumast, Jens Pape (Hrsg.): Betriebliches Umweltmanagement – Nachhaltiges Wirtschaften im Unternehmen. Lehrbuch des Doktoranden-Netzwerks Nachhaltiges Wirtschaften e. V., 4. Auflage. Eugen Ulmer, Stuttgart 2009, ISBN 978-3-8001-5995-6.
- Johannes Fresner, T. Bürki, H. Sittig: Ressourceneffizienz in der Produktion – Kosten senken durch Cleaner Production. Symposion Publishing, 2009, ISBN 978-3-939707-48-6.
- René Gastl: Kontinuierliche Verbesserung im Umweltmanagement, Die KVP-Forderung der ISO 14001 in Theorie und Unternehmenspraxis. 2. Auflage. vdf, Zürich 2009, ISBN 978-3-7281-3034-1.
- Martin Jänicke, Philip Kunig, Michael Stitzel: Umweltpolitik. Dietz, Bonn 1999, ISBN 3-8012-0283-6.
- Annett Baumast, Jens Pape: Betriebliches Umweltmanagement. Theoretische Grundlagen. Praxisbeispiele. Eugen Ulmer, Stuttgart 2001, ISBN 3-8001-3671-6.
- Georg Müller-Christ: Umweltmanagement. Vahlen, München 2001, ISBN 3-8006-2646-2.
- Matthias Kramer, Maria Urbaniec, Liane Möller (Hrsg.): Internationales Umweltmanagement. Band 1: Interdisziplinäre Rahmenbedingungen einer umweltorientierten Unternehmensführung. Gabler, Wiesbaden 2003, ISBN 3-409-12317-2.
- Matthias Kramer, Jana Brauweiler, Klaus Helling (Hrsg.): Internationales Umweltmanagement. Band 2: Umweltmanagementinstrumente und -systeme. Gabler, Wiesbaden 2003, ISBN 3-409-12318-0.
- Matthias Kramer, Heinz Strebel, Gernot Kayser (Hrsg.): Internationales Umweltmanagement. Band 3: Operatives Umweltmanagement im internationalen und interdisziplinären Kontext. Gabler, Wiesbaden 2003, ISBN 3-409-12319-9.
- Stefan Schaltegger, Roger Burritt, Holger Petersen: An Introduction to Corporate Environmental Management. Striving for Sustainability. Greenleaf, Sheffield 2003, ISBN 1-874719-65-9.
- Jörn-Axel Meyer, Alexander Tirpitz, Dietmar Laß: Energie- und Umweltmanagement im Mittelstand. Lohmar 2009, ISBN 978-3-89936-763-8.
- Manfred Schreiner: Umweltmanagement in 22 Lektionen – Ein ökonomischer Weg in eine ökologische Wirtschaft. Wiesbaden 1996, ISBN 978-3-663-07825-8.

### Aufsätze
- A. Drews, Gabi Förtsch, Helmut Krinn, Gabriela Mai, Heinz Meinholz, Michael Pleikies, Esther Seifert: Realisierung eines Integrierten Umweltmanagementsystems. In: Umweltwissenschaften und Schadstoff-Forschung. 8(4), 1996, S. 227–235, ISSN 0934-3504
- Sven Gembrys, Dirk Juhre, Jürgen Krühn: Alles unter einem Dach: Umfassendes umweltschutz- und prozeßorientiertes Managementsystem in der praktischen Umsetzung. In: Qualität und Zuverlässigkeit. 44 (7), 1999, S. 866–872, ISSN 0720-1214
- M. Tobias: Umweltmanagement auf Abwegen? Naturschutzbehörden als Dienstleistungsunternehmen. In: Zeitschrift für Umweltpolitik und Umweltrecht. 24 (3), 2001, S. 443–454, ISSN 0343-7167
- R. Kuhn, I. Varela: Zum Wohl von Umwelt und Unternehmen – Synergien bei der Einführung eines Umweltmanagement-Systems nutzen. In: Qualität und Zuverlässigkeit. 46 (4), 2001, S. 420–423, ISSN 0720-1214
- M. Müller: Stand und Perspektiven normierter Umweltmanagementsysteme. In: H.-U. Zabel (Hrsg.): Betriebliches Umweltmanagement – nachhaltig und interdisziplinär. Berlin 2002, S. 211–226.
- Schritt für Schritt: Umweltmanagement für KMU. In: UmweltMagazin. 34(12), 2004, S. 32–33, ISSN 0173-363X
- T. Pfeifer, R. Schmitt, R. Greshake: Konzept für ein präventives Umweltmanagement. In: Qualität und Zuverlässigkeit. 49 (9), 2004, S. 80–81, ISSN 0720-1214
- René Gastl: Zehn Jahre ISO 14001: Stimmt die Richtung? In: Qualität und Zuverlässigkeit. 10/06, 2006, S. 18–19, ISSN 0720-1214
- René Gastl: KVP-Forderung normierter Umweltmanagementsysteme in der Praxis: Ungebremste Fahrt ins Grüne oder Aufbruch in die ökologische Sackgasse? In: UWF Umweltwirtschaftsforum. 1/06, 2006, S. 41–45, ISSN 0943-3481
- René Gastl: Wider den toten Punkt im Umweltmanagement. In: Umweltperspektiven. 4/10, 2010.